# 馬薩比特火山
馬薩比特火山是東非國家肯雅的玄武岩質火山，位於該國北部馬薩比特國家公園，距離東非大裂谷中心點約170公里，毗鄰馬薩比特，海拔高度1,707米，大部分山體在中新世形成，面積約有6300平方公里且被大片森林所覆蓋。

## 外部連結
- Mt. Marsabit Forest Status Report